# Bucculatrix diffusella
Bucculatrix diffusella is een vlinder uit de familie ooglapmotten (Bucculatricidae). De wetenschappelijke naam is voor het eerst geldig gepubliceerd in 1943 door Menhofer.
De soort komt voor in Europa.